# Mindy McCready
Mindy McCready, właśc. Malinda Gayle McCready (ur. 30 listopada 1975 w Fort Myers, Floryda, zm. 17 lutego 2013 w Heber Springs, Arkansas) – amerykańska piosenkarka country.
Popełniła samobójstwo w wieku 37 lat, około miesiąc po tym, jak w tragicznych okolicznościach zmarł jej chłopak, producent muzyczny David Wilson. 13 stycznia 2013 został on znaleziony martwy w jej domu. Piosenkarka zaprzeczała wówczas jakoby miała cokolwiek wspólnego z jego śmiercią. 17 lutego została znaleziona martwa. Jej ciało znajdowało się na werandzie domu, w tym samym miejscu, w którym wcześniej znaleziono ciało Davida Wilsona. Mindy McCready osierociła dwóch synów: sześcioletniego Zendera oraz dziesięciomiesięcznego Zayne’a.

## Dyskografia

### Albumy studyjne
| Tytuł                                                                           | Album – szczegóły                                                | Najwyższe pozycje na listach | Najwyższe pozycje na listach | Najwyższe pozycje na listach | Najwyższe pozycje na listach | Certyfikaty (poziom sprzedaży) |
| Tytuł                                                                           | Album – szczegóły                                                | USA Country                  | USA                          | CAN Country                  | CAN                          | Certyfikaty (poziom sprzedaży) |
| ------------------------------------------------------------------------------- | ---------------------------------------------------------------- | ---------------------------- | ---------------------------- | ---------------------------- | ---------------------------- | ------------------------------ |
| Ten Thousand Angels                                                             | - Data wydania: 30 kwietnia 1996 - Label: BNA Records            | 5                            | 40                           | 1                            | 93                           | - USA: 2× Platyna              |
| If I Don’t Stay the Night                                                       | - Data wydania: 4 listopada 1997 - Wydawnictwo: BNA Records      | 12                           | 83                           | 12                           | —                            | - USA: Złoto                   |
| I’m Not So Tough                                                                | - Data wydania: 14 września 1999 - Wydawnictwo: BNA Records      | 17                           | 155                          | 13                           | —                            |                                |
| Mindy McCready                                                                  | - Data wydania: 26 marca 2002 - Wydawnictwo: Capitol Nashville   | 29                           | —                            | *                            | —                            |                                |
| I’m Still Here                                                                  | - Data wydania: 23 marca 2010 - Wydawnictwo: Linus Entertainment | 71                           | —                            | *                            | —                            |                                |
| "—" oznacza wydanie nie notowane na liście * oznacza nieznane miejsca na liście |                                                                  |                              |                              |                              |                              |                                |